# Edmund Zientara
Edmund Zientara (Varsovia, Polonia, 25 de enero de 1929 - Ibidem, 3 de agosto de 2010) fue un exfutbolista y entrenador polaco.

## Carrera
Zientara nació en Varsovia el 25 de enero de 1929, hijo del veterano de guerra de la Segunda Guerra Mundial Aleksander Zientara. Su debut profesional se produjo en 1947 con el Polonia Varsovia. En 1950 ficharía por el Legia de Varsovia, club al que posteriormente volvería en 1955 tras su paso por el KS Lublinianka y el Gwardia Warszawa. Pasó siete años en el club varsoviano, disputando un total de 135 partidos y retirándose en el Polonia SC Melbourne de Australia en 1964.
Entre 1950 y 1961, Zientara recibió un total de cuarenta convocatorias para la selección polaca, incluyendo diecinueve como capitán. Representó a Polonia en los Juegos Olímpicos de 1960, disputando tres encuentros en el torneo.
Tras retirarse como jugador, regresa a Polonia para ejercer como entrenador en el Legia de Varsovia, el Pogoń Szczecin, el Stal Mielec y en el Wisła Cracovia. En 1999 recibió la Cruz de Oficial de la Orden Polonia Restituta. Falleció el 3 de agosto de 2010 a la edad de 81 años en Varsovia.